# Sirris
Sirris, het collectief centrum van de technologische industrie is een Belgische non-profitorganisatie met als doel het ondersteunen van bedrijven bij het invoeren van technologische innovaties. Sirris werd in 1949 door het toenmalige Fabrimetal (nu Agoria) opgericht onder de naam WTCM-CRIF.

## Geschiedenis
Sirris werd in 1949 opgericht onder de naam Wetenschappelijk en Technisch Centrum van de Metaalverwerkende Nijverheid (WTCM), in het Frans "Centre de recherche scientifique et technique de l’industrie des fabrications métalliques (CRIF)". De oprichting kaderde in de Wet De Groote van 30 januari 1947 (naar Paul De Groote). Deze besluitwet ("Besluitwet tot vaststelling van het statuut van oprichting en werking van de centra belast met de bevordering en de coördinatie van de technische vooruitgang van de verschillende takken van 's lands bedrijfsleven, door het wetenschappelijk onderzoek") liet de verschillende industriële sectoren of beroepsfederaties toe om centra op te richten om technologische vooruitgang te onderzoeken en promoten, de zogenaamde collectieve centra. WTCM-CRIF was zo een collectief centrum.
In 2004 was het WTCM het eerste collectieve centrum dat geregionaliseerd werd.
Omdat het WTCM doorheen de jaren steeds meer kampte met een oubollig imago, werd een marketingbedrijf onder de arm genomen: Total Gramma. Dit resulteerde in 2007 in een naamswijziging. De naam werd "Sirris", maar omdat deze naam op zich onduidelijk was, werd de baseline "driving industry by technology" toegevoegd.

## Activiteiten
Sirris heeft vestigingen op acht plaatsen in België: Antwerpen, Gent, Brussel, Charleroi, Leuven, Genk, Luik en Kortrijk. Het bedrijf telde in 2016 160 medewerkers, waarvan een 140 ingenieurs. In 2016 voerde Sirris 1860 projecten uit, waarvan 1734 interventies bij 1334 ondernemingen, vooral Kmo's. De bedrijfsomzet bedroeg 23 miljoen euro.
Samen met Agoria richtte Sirris in 2013 "Made Different" op, een actieplan om de Vlaamse maakindustrie te versterken. Sinds 2015 reiken beide initiatiefnemers via Made Different ook jaarlijks de Factory of the Future Awards uit aan Belgische maakbedrijven die beschouwd worden als toonaangevend en toekomstgericht.

## Algemeen directeurs
- Luc Van Den Noortgate
- Jos Pinte: september 2001 - mei 2014
- Herman Derache: juni 2014 - heden[9]